# Forma viva na Razlogovi
Forma viva na Razlagovi ulici v Mariboru

### Uvod:
Forma viva je razdeljena na več delov v Mariboru. Skulptura na Razlagovi ulici je iz betona in železa. Avtor Skulpture je Janez Boljka iz Slovenije. Rodil se je leta 1931.

### Jedro:
Likovni umetniki so si to ime izbrali za srečanja (simpozije), na katerih družno ustvarjajo. O teh umetninah se med seboj pogovarjajo sami med sabo ali pa z mimoidočimi ljudmi. Skulpture so na določenih mestih za katere so se umetniki borili. Gradnja je trajala več časa. V Mariboru so izbrali za gradivo beton, nastajale so ogromne skulpture. Na začetku so si umetniki izborili mesto, na katerem bo stal kip, nato so si izmislili načrt, kasneje so naredili maketo nato pa začeli z delom. Ljudem je še posebej znana umetnina na Razlagovi ulici. Kip predstavljajo velike krogle, krogi ter palice. Na drugih mestih v Mariboru so drugi umetniki ustvarjali svoje umetnine. Vsaka ima svoj pomen. Skulptura, ki jo je naredil Janez Boljka je še posebej zanimiva. Ne stoji na tleh ampak je pritrjena na zid stanovanjskega bloka. Tako mimoidoči in stanovalci občudujejo kip od spodaj. Slovenci smo na ta kip lahko zelo ponosni. 

### Zaključek:
Kip ustvarjen z bujno domišljijo nima pomena. Umetnik je zamisel dobil kar iz glave. Nekateri drugi umetniki pa so bili navdihnjeni z raznimi naravnimi pojavi in še z mnogim drugim.